# Vlastějovská lípa
Vlastějovská lípa je památný strom u vsi Vlastějov, jihozápadně od Sušice. Lípa malolistá (Tilia cordata) roste na pastvině pod kravínem nad silnicí do Jiřičné, v nadmořské výšce 650 m. Obvod jejího kmene měří 630 cm a koruna stromu dosahuje do výšky 29 m (měření 1998). Lípa je chráněna od roku 1978 pro svůj vzrůst a jako krajinná dominanta.

## Stromy v okolí
- Chamutická lípa (1,8 km sv.)
- Kněžický klen (2,2 km ssv.)
- Kojšická lípa (1,4 km v.)
- Lípa pod penzionem v Jiřičné (1,1 km vsv.)
- Lípa pod statkem v Chamuticích (1,8 km sv.)
- Mochovský jilm (3,2 km jz.)
- Mochovské modříny (3,2 km jz.)
- Tichých lípa (1,4 km v.)
- Trsická lípa (2,5 km sv.)